# Татищево (посёлок, Дмитровский городской округ)
Татищево (посёлок Татищевского торфопредприятия) — посёлок сельского типа в Дмитровском районе Московской области, в составе сельского поселения Куликовское. Население — 234 чел. (2010). До 2006 года посёлок входил в состав Дядьковского сельского округа.
На территории посёлка находятся автобусные остановки 1-й участок и 4-й участок — бывшие 1 и 4 участки Татищевского торфопредприятия.

## Расположение
Посёлок расположен в центральной части района, примерно в 8 км к северо-западу от Дмитрова, на левом (западном) берегу канала имени Москвы, высота центра над уровнем моря 122 м. Ближайшие населённые пункты — посёлок Орево на противоположном берегу канала и Куминово в 1,5 км на юго-восток.

## История
Посёлок образовался на базе  четвёртого участка  Татищевского торфопредприятия, которое находилось в деревне Татищево и имело участки по всей округе. В советские времена это было его официальным названием: 4-й участок. Но с исчезновением предприятия, стёрлось название  4-й участок и  торфопредприятие.
Торфоразработки проводили на Татищевском болоте, имеющие достаточные запасы сырья.
Татищевское торфопредприятие находилось на севере деревни Татищево, где сейчас автомобильная развязка на мост через канал имени Москвы. Добытый торф шёл на отопление.
В 1969 году входил в Орудьевский сельсовет вместе деревней Татищево и с другими населёнными пунктами.

## Население
| 2002 | 2006 | 2010 |
| ---- | ---- | ---- |
| 169  | ↗184 | ↗234 |